# Mikrostruktura (społeczeństwo)
Mikrostruktura  (mała struktura) – właściwość małych grup społecznych (np. rodzina, wspólnota przyjacielska lub towarzyska). Mikrostruktury oparte są na bezpośrednich oddziaływaniach i interakcjach pomiędzy poszczególnymi jednostkami je tworzącymi. Cechą konstytutywną jest tu istnienie więzi osobistych pomiędzy członkami. 
Szczególnym przypadkiem mikrostruktur (przez niektórych socjologów w ogóle nie uznawana za ich kategorię) jest diada, czyli związek dwuosobowy.

## Sieć więzi tworzących mikrostrukturę
- więź poznawcza - obejmuje wzajemne poznanie partnerów na skali zna-nie zna, jest konstytutywnym dla tworzenia się mikrostruktury, rodzajem więzi.
- więź emocjonalna - pomiędzy jednostkami zaczynają tworzyć się emocjonalne stosunki, które można opisać na skali dodatnie-ujemne
- więź wartościująca - wzajemna ocena partnerów na płaszczyźnie pozytywna-negatywna
- więź partycypacyjna - obejmuje zamiary partnerów wchodzenia w interakcje. Opisujemy ją na skali zamierza-nie zamierza.